# Alur
Alur é uma panchayat (vila) no distrito de Hassan, no estado indiano de Carnataca.

## Demografia
Segundo o censo de 2001, Alur tinha uma população de 12,964 habitantes. Os indivíduos do sexo masculino constituem 50% da população e os do sexo feminino 50%. Alur tem uma taxa de literacia de 80%, superior à média nacional de 59.5%; com 51% para o sexo masculino e 49% para o sexo feminino. 10% da população está abaixo dos 6 anos de idade.